# Нитрат меди(II)
Нитра́т ме́ди(II) — неорганическое вещество с формулой {\displaystyle {\mathsf {Cu(NO_{3})_{2}}}}, является солью двухвалентной меди и азотной кислоты. Безводный нитрат меди(II) представляет собой бесцветные гигроскопичные кристаллы. При поглощении влаги образует кристаллогидраты голубого цвета.

## Нахождение в природе
Нитрат меди(II) (в форме осно́вной соли) встречается в природе в виде минералов герхардтита и руаита. Свойства минералов представлены в таблице:
|                  | Герхардтит      | Руаит         |
| ---------------- | --------------- | ------------- |
| Состав           | Cu2NO3(OH)3     | Cu2NO3(OH)3   |
| Цвет             | зелёный         | темно-зелёный |
| Сингония         | орторомбическая | моноклинная   |
| Плотность, г/см³ | 3,40—3,43       | 3,38          |
| Твердость        | 2               | 2             |

## Физические свойства
Безводный нитрат меди(II) при нормальных условиях — твёрдое кристаллическое вещество белого цвета, хорошо растворимое в воде (124,7 г/100 г H2O при 20 °C; 207,7 г/100 г H2O при 80 °C), этаноле, метаноле, этилацетате, ацетонитриле, ДМСО.
При кристаллизации из водных растворов образует ряд кристаллогидратов: нона-, гекса- и тригидраты. Также известны кристаллогидраты, содержащие 1,5 и 2,5 молекулы H2O. Параметры кристаллической решетки кристаллогидратов:
- Cu(NO3)2·6H2O: триклинная сингония, пространственная группа P1, параметры ячейки a = 0,591 нм, b = 0,777 нм, c = 0,543 нм, α = 97,65°, β = 93,88°, γ = 72,53°, Z = 1.
- Cu(NO3)2·3H2O: ромбическая сингония, пространственная группа Pmn21, параметры ячейки a = 1,12 нм, b = 0,505 нм, c = 0,528 нм, Z = 4.
- Cu(NO3)2·2,5H2O: моноклинная сингония, пространственная группа I2/a, параметры ячейки a = 1,64539 нм, b = 0,49384 нм, c = 1,59632 нм, β = 93,764°, Z = 8.
- Cu(NO3)2·1,5H2O: моноклинная сингония, пространственная группа C2/c, параметры ячейки a = 2,22 нм, b = 0,490 нм, c = 1,54 нм, β = 48°, Z = 8.

Гексагидрат разлагается при нагревании до 100 °C в вакууме. Тригидрат разлагается при 120 °C.

## Химические свойства

### Разложение
Нитрат меди(II) при нагревании разлагается с образованием оксида меди(II) и диоксида азота:
{\displaystyle {\mathsf {2Cu(NO_{3})_{2}\ {\xrightarrow {t>170^{\circ }C}}\ 2CuO+\!\ 4NO_{2}\!\uparrow +\!\ O_{2}\!\uparrow }}}
Образовавшийся диоксид азота можно использовать для лабораторного получения азотной кислоты. Реакция протекает в горячей воде:
{\displaystyle {\mathsf {3NO_{2}+H_{2}O\ \xrightarrow {^{o}t} \ 2HNO_{3}+NO\!\uparrow }}}

### Гидролиз
Нитрат меди(II) в водном растворе диссоциирует на ионы с одновременной гидратацией катиона:
{\displaystyle {\mathsf {Cu(NO_{3})_{2}+4\ H_{2}O\longrightarrow \ [Cu(H_{2}O)_{4}]^{2+}+2\ NO_{3}^{-}}}}
Катион тетрааквамеди(II) подвергается обратимому гидролизу:
{\displaystyle {\mathsf {[Cu(H_{2}O)_{4}]^{2+}+\ H_{2}O\rightleftarrows \ [Cu(H_{2}O)_{3}(OH)]^{+}+\ H_{3}O^{+}}},\ pK_{a}\ =7,34}
В упрощённом виде:
{\displaystyle {\mathsf {Cu^{2+}+\ H_{2}O\rightleftarrows \ CuOH^{+}+\ H^{+}}}}

### Обменные реакции
В водных растворах нитрат меди(II) вступает в реакции ионного обмена, характерные для растворимых солей двухвалентной меди, например:

с щёлочью (выпадает голубой осадок)
{\displaystyle {\mathsf {Cu(NO_{3})_{2}+2NaOH\longrightarrow Cu(OH)_{2}\!\downarrow +\!\ 2NaNO_{3}}}}
с фосфатом натрия (выпадает синий осадок)
{\displaystyle {\mathsf {3Cu(NO_{3})_{2}+2\ Na_{3}PO_{4}+3\ H_{2}O\longrightarrow \ Cu_{3}(PO_{4})_{2}\cdot 3H_{2}O\!\downarrow +6\ NaNO_{3}}}}
с жёлтой кровяной солью (выпадает красный осадок)
{\displaystyle {\mathsf {2Cu(NO_{3})_{2}+\ K_{4}[Fe(CN)_{6}]\longrightarrow \ Cu_{2}[Fe(CN)_{6}]\!\downarrow +4\ KNO_{3}}}}
с концентрированным раствором аммиака (раствор приобретает тёмно-синий цвет)
{\displaystyle {\mathsf {Cu(NO_{3})_{2}+4\ NH_{3}\cdot H_{2}O\longrightarrow \ [Cu(NH_{3})_{4}](NO_{3})_{2}+4\ H_{2}O}}}
с азидами щелочных металлов (выпадает коричневый осадок азида меди(II))
{\displaystyle {\mathsf {Cu(NO_{3})_{2}+2MeN_{3}\ {\xrightarrow {0-10^{\circ }C}}\ Cu(N_{3})_{2}\!\downarrow +\!\ 2MeNO_{3}\ (Me\ =\ Li,\ Na)}}}

### Прочие реакции
Нитрат меди(II) реагирует с растворами гидроксиламина (при кипении) и гидразина с выпадением белого осадка азида меди(I):
{\displaystyle {\mathsf {4Cu(NO_{3})_{2}+18(NH_{2}OH\cdot H_{2}O)\longrightarrow 4CuN_{3}\!\downarrow +\!\ 9N_{2}O\!\uparrow +\!\ 12NH_{3}\!\uparrow +\!\ 27H_{2}O}}}
{\displaystyle {\mathsf {4Cu(NO_{3})_{2}+(N_{2}H_{4}\cdot H_{2}O)+4NaOH\longrightarrow 4CuN_{3}\!\downarrow +\ N_{2}\!\uparrow +4NaN_{3}+5H_{2}O}}}
Нитрат меди(II) реагирует с жидким тетраоксидом диазота с выпадением темно-зелёного осадка (аддукта):
{\displaystyle {\mathsf {Cu(NO_{3})_{2}+\ N_{2}O_{4}\longrightarrow \ Cu(NO_{3})_{2}\cdot N_{2}O_{4}\!\downarrow }}}

## Получение
Нитрат меди(II) может быть получен растворением в азотной кислоте металлической меди, оксида меди(II) или гидроксида меди(II):
{\displaystyle {\mathsf {Cu+4HNO_{3}\longrightarrow \ Cu(NO_{3})_{2}+2NO_{2}\!\uparrow +2H_{2}O}}}
{\displaystyle {\mathsf {CuO+2HNO_{3}\longrightarrow \ Cu(NO_{3})_{2}+H_{2}O}}}
{\displaystyle {\mathsf {Cu(OH)_{2}+2HNO_{3}\longrightarrow \ Cu(NO_{3})_{2}+2H_{2}O}}}
Безводный нитрат меди(II) может быть получен при взаимодействии меди с тетраоксидом диазота. Реакция протекает при 80 °C в этилацетате):
{\displaystyle {\mathsf {Cu+2N_{2}O_{4}\ \xrightarrow {^{o}t,kat} \ Cu(NO_{3})_{2}+2NO\!\uparrow }}}

## Применение
Нитрат меди(II) используют для получения чистого оксида меди(II), медьсодержащих катализаторов, как фунгицид, протраву при крашении тканей.
В сочетании с уксусным ангидридом используется в органическом синтезе в качестве реагента для нитрования ароматических соединений (т. н. «условия Менке»).

## Токсичность
Нитрат меди(II) является умеренно-токсичным веществом — LD50 для крыс перорально 950 мг/кг (тригидрат).
При контакте с кожей и слизистыми оболочками вызывает раздражение, при попадании в глаза — сильное раздражение с риском помутнения роговицы.
Представляет опасность для окружающей среды — LC50 для рыб 0,29 мг/л в течение 96 ч.